# Африканский Кубок чемпионов 1973
Африканский Кубок чемпионов 1973 — девятый розыгрыш главного клубного турнира Африки. В соревновании участвовало 24 команды. Победителем впервые в истории стал клуб «Вита» из Заира.

## Первый раунд
| Команда 1          | Итог      | Команда 2      | 1-й матч | 2-й матч |
| ------------------ | --------- | -------------- | -------- | -------- |
| АСЕК Мимозас       | 5:2       | Майти Барролл  | 2:1      | 3:1      |
| Форсез Арме        | 4:6       | Моделе         | 2:2      | 2:4      |
| Хорсид             | 3:6       | Исмаили        | 3:1      | 0:5      |
| Кения Брюэрис      | 2:2 пен.  | Теле Асмара    | 1:1      | 1:1      |
| КАРА               | 3:2       | Спортс Динамик | 1:0      | 2:2      |
| Фортиор Махадзанга | 6:3       | Полис          | 5:1      | 1:2      |
| Майти Джетс        | 2:2 отказ | Жанна д’Арк    | 2:1      | 0:1      |
| Янг Африканс       | 2:3       | Аль-Меррейх    | 1:2      | 1:1      |

## Второй раунд
| Команда 1      | Итог     | Команда 2          | 1-й матч | 2-й матч |
| -------------- | -------- | ------------------ | -------- | -------- |
| Хафия          | 5:5 пен. | АСЕК Мимозас       | 2:1      | 3:4      |
| Стад Мальен    | 2:1      | Моделе             | 2:1      | 0:0      |
| Исмаили        | 5:1      | Аль-Ахли           | 4:1      | 1:0      |
| Кения Брюэрис  | 4:3      | Симба              | 3:1      | 1:2      |
| Леопардс       | 2:1      | КАРА               | 2:0      | 0:1      |
| Кабве Уорриорз | 7:0      | Фортиор Махадзанга | 4:0      | 3:0      |
| Вита           | отказ    | Майти Джетс        |          |          |
| Аль-Меррейх    | 1:4      | Асанте Котоко      | 1:1      | 0:3      |

## Четвертьфиналы
| Команда 1      | Итог      | Команда 2     | 1-й матч | 2-й матч |
| -------------- | --------- | ------------- | -------- | -------- |
| Хафия          | 5:6       | Леопардс      | 2:4      | 3:2      |
| Стад Мальен    | 1:7       | Вита          | 0:3      | 1:4      |
| Кения Брюэрис  | 1:2 отказ | Исмаили       | 0:0      | 1:2      |
| Кабве Уорриорз | 2:3       | Асанте Котоко | 2:1      | 0:2      |

## Полуфиналы
| Команда 1     | Итог | Команда 2     | 1-й матч | 2-й матч |
| ------------- | ---- | ------------- | -------- | -------- |
| Вита          | 4:3  | Леопардс      | 3:0      | 1:3      |
| Кения Брюэрис | 1:4  | Асанте Котоко | 0:2      | 1:2      |

## Финал
| 25 ноября 1973 | \| Асанте Котоко \| 4:2 \| Вита \| | Кумаси Спортс Стэдиум, Кумаси |
| Асанте Котоко  | 4:2                                | Вита                          |

| 16 декабря 1973 | \| Вита \| 3:0 \| Асанте Котоко \| | 20-го мая, Киншаса |
| Вита            | 3:0                                | Асанте Котоко      |

## Чемпион
| Победитель Африканского Кубка чемпионов 1973 |
| -------------------------------------------- |
| Вита 1-й титул                               |